# Campeonato da Bielorrússia de Ciclismo em Estrada

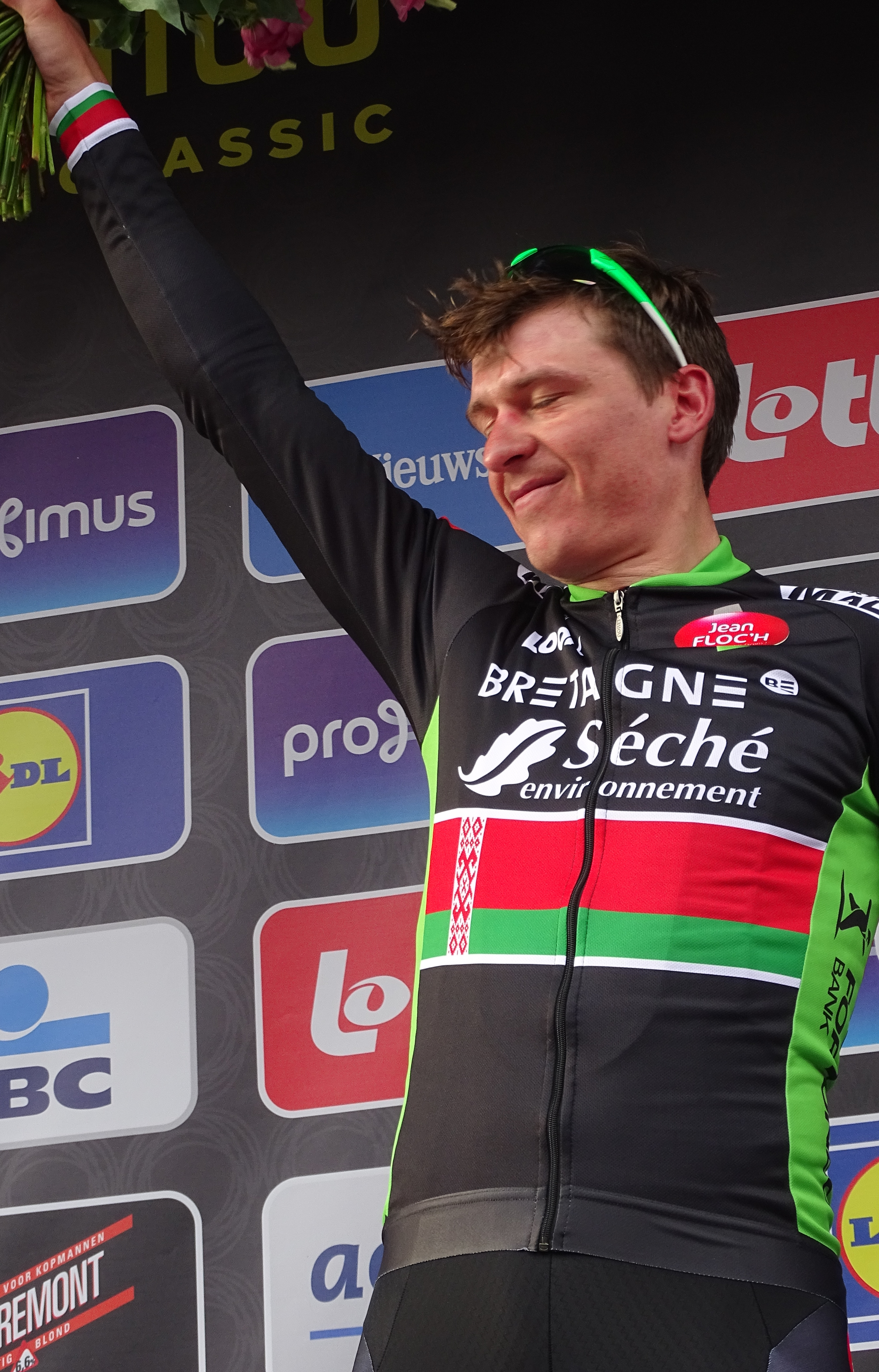
Yauheni Hutarovich campeão da Bielorrússia en quatro ocasiões.

Os Campeonatos da Bielorrússia de Ciclismo em Estrada são organizados anualmente desde 1996 para determinar o campeão ciclista da Bielorrússia de cada ano, na modalidade.
O título é outorgado ao vencedor de uma única prova, na modalidade de em linha. O vencedor obtêm o direito de usar a maillot com as cores da bandeira da Bielorrússia até ao campeonato do ano seguinte, unicamente quando disputa provas em linha.

## Palmarés
| Ano  | Vencedor             | Segundo              | Terceiro              |
| 1996 | Viatcheslav Guerman  | Oleg Bondarik        | Pavel Kavetzky        |
| 1997 | Sergej Borodoulin    | Alexander Charapov   | Andrej Borodoulin     |
| 1998 | Alexander Charapov   | Alexandre Usov       | Alexander Kozlov      |
| 1999 | Yauheni Seniushkin   | Evgeni Golovanov     | Sergei Borodoulin     |
| 2000 | Alexandre Kozlov     | Aleksandr Kuschynski | Dimitri Aulasenko     |
| 2001 | Yauhen Sobal         | Aleksei Levdanski    | Alexandre Kozlov      |
| 2002 | Alexandre Usov       | Alexandre Kozlov     | Kanstantsín Siutsou   |
| 2003 | Yauhen Sobal         | Kanstantsín Siutsou  | Yauheni Hutarovich    |
| 2004 | Não houve torneio    | Não houve torneio    | Não houve torneio     |
| 2005 | Aleksandr Kuschynski | Anatole Chaburka     | Vladimir Autko        |
| 2006 | Kanstantsín Siutsou  | Aleksandr Kuschynski | Anatole Chaburka      |
| 2007 | Branislau Samoilau   | Aleksandr Kuschynski | Yauheni Hutarovich    |
| 2008 | Yauheni Hutarovich   | Aleksandr Kuschynski | Alexandre Usov        |
| 2009 | Yauheni Hutarovich   | Aleksandr Kuschynski | Aliaksandr Sinelnikau |
| 2010 | Aleksandr Kuschynski | Yauheni Sobal        | Konstantin Klimiankou |
| 2011 | Aleksandr Kuschynski | Kanstantsín Siutsou  | Branislau Samoilau    |
| 2012 | Yauheni Hutarovich   | Siarhei Papok        | Aleksandr Kuschynski  |
| 2013 | Andrei Krasilnikau   | Siarhei Papok        | Ihar Mytsko           |
| 2014 | Yauheni Hutarovich   | Branislau Samoilau   | Aleksandr Kuschynski  |
| 2015 | Andrei Krasilnikau   | Aleksandr Kuschynski | Ilia Koshevoy         |
| 2016 | Kanstantsín Siutsou  | Nikolai Shumov       | Branislau Samoilau    |
| 2017 | Nikolai Shumov       | Anton Ivashkin       | Alexandr Riabushenko  |

## Palmares feminino
| Ano  | Vencedora          | Segunda                | Terceira             |
| 1999 | Tatsiana Makeyeva  | Veronika Sheremetieva  | Oksana Zviagintseva  |
| 2000 | Tatsiana Makeyeva  | Volha Koushniarevich   | Valiantsina Vaulchok |
| 2001 | Tatsiana Makeyeva  | Volha Hayeva           | Volha Kushnerevitch  |
| 2002 | Volha Hayeva       | Veronika Sheremetieva  | Yulia Cherepan       |
| 2003 | Volha Hayeva       | Tatsiana Sharakova     | Tatiana Makeyeva     |
| 2004 | Volha Hayeva       | Tatsiana Sharakova     | Mariya Halan         |
| 2005 | Tatsiana Sharakova | Ialena Hetsman         | Veranika Vyrastka    |
| 2006 | Ialena Hetsman     | Veronika Sharametsyeva | Hanna Subota         |
| 2007 | Tatsiana Sharakova | Aksana Papko           | Alena Amialyusik     |
| 2008 | Tatsiana Sharakova | Zinaida Stahurskaia    | Iryna Asavets        |
| 2009 | Tatsiana Sharakova | Zinaida Stahurskaia    | Elena Azarkevich     |
| 2010 | Aksana Papko       | Alena Amialyusik       | Iryna Kryuchkova     |
| 2011 | Alena Amialyusik   | Tatsiana Sharakova     | Alena Sitsko         |
| 2012 | Tatsiana Sharakova | Svetlana Stahurskaia   | Alena Amialyusik     |
| 2013 | Alena Amialyusik   | Marina Shmayankova     | Ksenia Tuhai         |
| 2014 | Alena Amialyusik   | Alena Sitsko           | Ksenyia Tuhai        |
| 2015 | Alena Amialyusik   | Tatsiana Sharakova     | Ina Savenka          |
| 2016 | Tatsiana Sharakova | Ksenia Tuhai           | Palina Pivovarova    |
| 2017 | Tatsiana Sharakova | Hanna Tserah           | Ina Savenka          |